# Svenseid Station
Svenseid Station (Svenseid stasjon) var en jernbanestation på Sørlandsbanen, der lå i Nome kommune i Norge.
Stationen blev åbnet som holdeplads 15. december 1925, da banen blev forlænget fra Bø til Lunde. Den blev opgraderet til station 1. november 1951. Den blev nedgraderet til trinbræt 1. april 1969, efter at krydsningssporet var blevet fjernet 12. august 1968. Betjeningen med persontog ophørte 10. januar 1999, og senere blev stationen helt nedlagt.
Stationsbygningen og pakhuset blev opført i henholdsvis 1922 og 1923. De blev begge tegnet af Gudmund Hoel og Ragnvald Utne ved NSB Arkitektkontor. Bygningerne er nu solgt fra til private.